# Heinrich Friedrich Weber
Heinrich Friedrich Weber, född 7 november 1843 i Magdala i Tyskland, död 24 maj 1912 i Zürich i Schweiz, var en tysk fysiker. Weber var från början Einsteins doktorandhandledare innan Einstein valde att byta till Alfred Kleiner.